# Ерн Володимир Францович
Володимир Францевич Ерн (5 (17) серпня 1882, Тіфліс, Російська імперія — 29 квітня (12 травня) 1917, Москва, Російська імперія) — російський філософ, рідний брат російського військового діяча, білого емігранта Миколи Ерна.

## Біографія
Народився в Тифлісі в 1882 в дворянській родині німецько-шведсько-польсько-російського походження. Син Г. А. Ареф'єва, після усиновлення (1884) отримав прізвище та по батькові вітчима. Навчався у Тифліській гімназії. Однокласник Павла Флоренського. У 1900—1904 роках. вивчає філософію на історико-філологічному факультеті Московського університету, згодом доцент та професор. У 1905 р. був серед засновників «Християнського братства боротьби», який виступав із позицій християнського соціалізму та підтримки революційного руху. 1906 року серед організаторів Релігійно-філософського товариства пам'яті Вл. Соловйова у Москві, бере активну участь у роботі товариства, читає лекції на тему «Соціалізм і християнство». Співпрацює із видавництвом «Шлях». На кшталт ідей християнського платонізму (передусім — східної патристики) та ідей В. С. Соловйова, Ерн розвинув вчення про логос як творчий початок буття. Як підкреслював філософ та публіцист Н. О. Лоський,
|  | По учению Эрна, логос есть конкретное живое существо, вторая ипостась Троицы, воплощенная и присутствующая в историческом процессе. Эрн называет свою философию «логизмом». Его кн. «Борьба за логос» — это сборник очерков, в которых он противопоставляет 2 философские тенденции — рационализм и свой «логизм». Рационализм исследует субъективные данные опыта и их разработку в соответствии с формальными правилами логики, т. е. понимания... |

У своїх зрілих роботах Ерн виступає проти характерної на той час модернізації православ'я. У 1912 р. публікує працю «Г. С. Сковорода . Життя та вчення». У 1914 р. захищає магістерську дисертацію «Розміні та її теорія знання». Після захисту магістерської дисертації затверджено приват-доцентом Московського університету.
У 1915 р. побачила світ брошура Володимира Ерна «Меч та Хрест. Стаття про сучасні події», присвячена завданням православного патріотизму під час Першої світової війни .
У 1916 р. Ерн готує докторську дисертацію «Філософія Джоберті» (не встиг захистити). Помер від нефриту у 1917 році. Похований на Новодівичому цвинтарі (3 діл.).

## Твори
- Християнське ставлення до власності, 1906.
- Соціалізм та загальна думка, 1907.
- Християнство, 1909.
- Боротьба за Логос, 1911.
- Гносеологія Ст С. Соловйова, 1911.
- Григорій Савич Сковорода. Життя та вчення, 1912.
- Критика кантівського поняття істини, 1912.
- Толстой проти Толстого, 1912.
- Розміні та її теорія знання, 1914.
- Природа наукової думки, 1914 р.
- Меч і Хрест, 1915.[недоступне посилання]
- Час Слов'янофільствує, 1915.
- Філософія Джоберті, 1916.
- Розбір Послання Святішого Синоду про Ім'я Боже. М: видання «Релігійно-філософської бібліотеки», 1917.
- Верховне розуміння Платона, 1917.
- Листування з друзями // Знайдені Град. Історія Християнського братства боротьби в листах і документах / сост., Предисл., Ком. С. В. Чорткова. — М.: Кучкове поле, 2017. — 472 с.